# Canines Herpesvirus 1
Das Canine Herpesvirus 1 (CHV-1) oder Canine Alphaherpesvirus 1 ist ein bei Hunden vorkommendes DNA-Virus. Das 120–200 nm große, behüllte Virus wurde im Zusammenhang mit dem erstmals 1965 beschriebenen Welpensterben entdeckt. Die Prävalenz in den Hundepopulationen weltweit variiert zwischen 20 % und 98 % in Abhängigkeit von der Region. Nach dem bisherigen Kenntnisstand sind nur Haushunde, Wölfe und Kojoten für das Virus empfänglich.

## Genom und Struktur
Das Genom besteht wie bei allen Herpesviren aus einer doppelsträngigen, linearen DNA. Es ist etwa 125.000 Basenpaare (bp) groß und umfasst zwei große, nur einmal vorkommende Sequenzabschnitte (unique long sequences) von 97.500 und 7.700 bp. Diese sind flankiert von zwei Insertionssequenzen (Inverted Repeats) von etwa 10.000 und 38 bp. Das Genom enthält 76 Offene Leserahmen für strukturelle und funktionelle Genprodukte. Der GC-Gehalt des CHV-1 ist mit 31,6 % der niedrigste unter allen bekannten Alphaherpesviren.

## Übertragung und Infektion
Die Infektion erfolgt durch direkten Kontakt über die Schleimhäute von Mund und Nase sowie beim Deckakt aber auch durch Tröpfcheninfektion. Wie bei allen Herpesviren persistiert die Infektion lebenslang. Das CHV-1 infiziert als typischer Vertreter der Gattung Varizellovirus ausschließlich Nervenzellen, in denen das virale Genom als episomale DNA im Zellkern der Nervenknoten als latente Infektion verbleibt.
Bei zeitweiliger Schwächung des T-zellulären Immunsystems kann es wieder reaktivieren und wandert entlang den Axonen durch aktiven intrazellulären Transport in die Peripherie, wo es erneut ausgeschieden wird. Das Virus ist nur schwach immunogen, es induziert nur geringe Antikörper-Konzentrationen, die auch nicht neutralisierend sind. Die Infektion löst bei älteren Tieren nur leichte Atemwegsinfekte aus und ist beim sogenannten Zwingerhusten-Komplex beteiligt.

## Diagnose
Eine Feststellung der Infektion ist heute auch bei Hunden ohne Symptome durch serologische Untersuchungen möglich.
Auch ein vom Tierarzt genommener Vaginalabstrich bei der Hündin und ein Vorhautabstrich beim Rüden liefern Material für eine Laboruntersuchung, mit der das Virus festgestellt werden kann.
Tests der Hämagglutination, ELISA-Test und Immunofluoreszenz-Antikörpertests sind verfügbar. In frischen Gewebeproben und frischen Flüssigkeiten kann mithilfe von PCR Viren-DNA nachgewiesen werden. Bei abgestorbenen Feten von Fehlgeburten können aus Lunge, Leber, Milz und Niere Gewebe zur Isolation von Viren entnommen werden, die mit DNA-Sequenzierung, Transmissions-Elektronenmikroskopie und anderen Verfahren identifiziert werden.

## Prävention und Behandlung
Für Zuchthündinnen gibt es eine Impfung. Behandlungsversuche beim durch CHV-1 verursachten Welpensterben verlaufen meist erfolglos.